# Odznaka honorowa „Za Zasługi dla Geodezji i Kartografii”
Odznaka honorowa „Za Zasługi dla Geodezji i Kartografii” – polskie resortowe odznaczenie cywilne w formie jednostopniowej odznaki honorowej nadawanej przez ministra właściwego do spraw budownictwa, planowania i zagospodarowania przestrzennego oraz mieszkalnictwa.

## Charakterystyka
Została ustanowiona 19 października 1999 rozporządzeniem Rady Ministrów w celu wyróżnienia osób posiadających szczególne osiągnięcia w dziedzinie geodezji i kartografii. Zreformowana 30 kwietnia 2002.
Odznakę początkowo nadawał minister właściwy do spraw architektury i budownictwa, od 2002 – minister właściwy ds. budownictwa, gospodarki przestrzennej i mieszkaniowej (Minister Infrastruktury, od 2005 – Minister Transportu i Budownictwa, od 2006 – Minister Budownictwa), od 2009 – minister właściwy ds. administracji publicznej (Minister Spraw Wewnętrznych i Administracji, następnie od 2011 Minister Administracji i Cyfryzacji), a od 2016 – minister właściwy ds. budownictwa, planowania i zagospodarowania przestrzennego oraz mieszkalnictwa z własnej inicjatywy lub na wniosek kierownika jednostki organizacyjnej nadzorowanej lub bezpośrednio jemu podległej, a także ministra, kierownika urzędu centralnego, wojewody lub marszałka województwa.
Odznaka może być nadana tej samej osobie tylko raz.

## Opis odznaki
Odznakę stanowi okrągły medal o średnicy 30 mm, wykonany z metalu w kolorze złotym. W górnej części medalu umieszczona jest siatka południków i równoleżników, w środku płaskorzeźba przedstawiająca kontur granic Rzeczypospolitej Polskiej. W dolnej części, w otoku jest umieszczony napis „ZA ZASŁUGI DLA GEODEZJI I KARTOGRAFII”.
Medal jest zawieszony na zawieszce o wymiarach 30 mm x 10 mm. Zawieszka ma kształt wstążki pokrytej w połowie białą, w połowie czerwoną emalią. Na środku wstążki, na czerwono emaliowanej tarczy, jest umieszczony srebrny orzeł, według wzoru określonego dla Godła Polski.